# Seething Wells

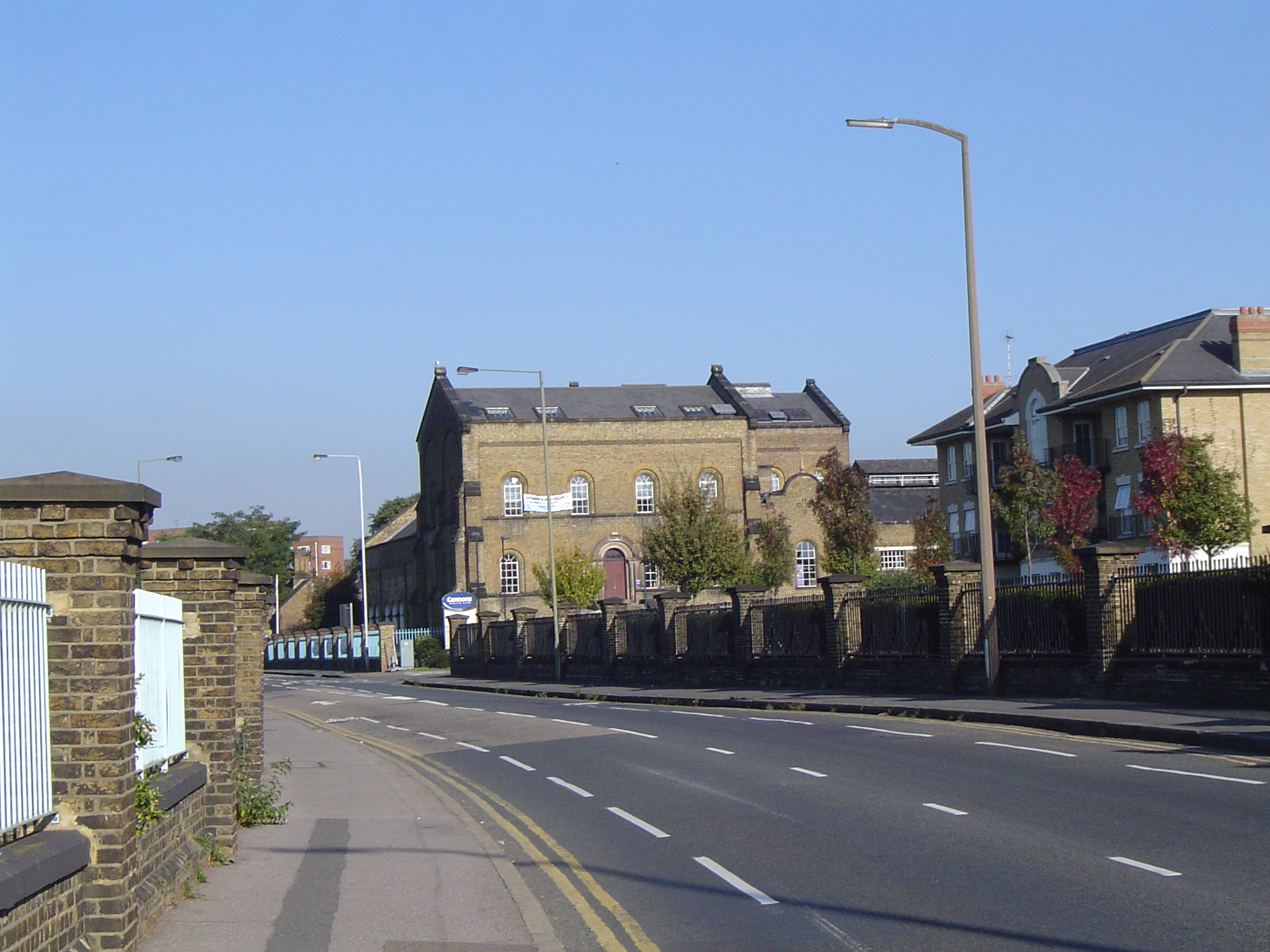
L'ancien site de traitement d'eau de Seething Wells

Seething Wells est un quartier de la ville de Surbiton, dans le district royal de Kingston upon Thames, proche de la frontière avec le district de Elmbridge en Surrey. Il s'agit d'un ancien site de traitement de l'eau extraite sur la berge sud de la Tamise.
En 1852, le Metropolis Water Act interdit d'extraire de l'eau pour les foyers londoniens, en aval de Teddington sur la Tamise. La Lambeth Waterworks Company anticipe la loi en construisant ses usines à Seething Wells la même année. Une autre entreprise, la Chelsea Waterworks Company, rejoint la Lambeth Waterworks Company à cet endroit. Les deux établissements restent en place côte à côte jusqu'à leur intégration dans le Metropolitan Water Board en 1903.